# 3438 Inarradas
3438 Inarradas је астероид главног астероидног појаса са средњом удаљеношћу од Сунца која износи 3,051 астрономских јединица (АЈ).
Апсолутна магнитуда астероида је 11,7.